# Senegal en los Juegos Olímpicos de Tokio 2020
Senegal estuvo representado en los Juegos Olímpicos de Tokio 2020 por un total de 9 deportistas que compitieron en 8 deportes. Responsable del equipo olímpico fue el Comité Olímpico y Deportivo Nacional Senegalés, así como las federaciones deportivas nacionales de cada deporte con participación.
Los portadores de la bandera en la ceremonia de apertura fueron el yudoca Mbagnick Ndiaye y la nadadora Jeanne Boutbien. El equipo olímpico senegalés no obtuvo ninguna medalla en estos Juegos.